# Fred Kerley
Frederick Lee „Fred“ Kerley (* 7. Mai 1995 in Taylor, Texas) ist ein US-amerikanischer Sprinter. 2021 gewann er bei den Olympischen Spielen in Tokio über 100 Meter die Silbermedaille und drei Jahre später auf derselben Strecke, bei den Olympischen Spielen in Paris, die Bronzemedaille. Kerley ist der dritte Mensch, der eine Bestzeit von unter 10 Sekunden auf 100 Meter, unter 20 Sekunden auf 200 Meter und unter 44 Sekunden auf 400 Meter hat.

## Leben
Kerley wurde 1995 in Taylor, Texas geboren. Er wuchs bei seiner Tante auf, da sein Vater im Gefängnis sitzt und seine Mutter drogenabhängig ist. Kerley ist gläubiger Christ.
Zwei seiner Brüder sind ebenfalls Leichtathleten, sein Cousin Jeremy Kerley war Profifootballer.

## Sportliche Laufbahn
Nachdem der Versuch der Qualifikation für die Olympischen Spiele 2016 bei den U.S. Olympic Trials für Kerley nicht erfolgreich war, schaffte er es 2017, sich durch einen Sieg bei den US-amerikanischen Meisterschaften über 400 Meter für die Weltmeisterschaften in London zu qualifizieren. Seine Zeit von 44,03 s bei den Qualifikationswettkämpfen konnte Kerley bei den Weltmeisterschaften nicht verbessern, im Finale war er mit 45,19 s zudem langsamer als in den Vorrunden, Kerley belegte dadurch den 7. Platz. Fünf Tage später konnte er mit der 4-mal-400-Meter-Staffel Silber gewinnen.
Bei den Hallenweltmeisterschaften 2018 gewann Kerley Silber als Startläufer der US-amerikanischen Mannschaft über die 4-mal 400 Meter. Im Sommer konnte er bei verschiedenen 400-Meter-Rennen der Diamond League gewinnen, unter anderem auch beim Finale von dieser beim Weltklasse-Zürich-Meeting.
2019 startete Kerley mit der 4-mal-400-Meter-Staffel bei den IAAF World Relays 2019. Dort lief die US-amerikanische Mannschaft zwar als Zweite ins Ziel, wurde aber später wegen Bahnübertreten disqualifiziert. Bei den Leichtathletik-Weltmeisterschaften lief Kerley über 400 Meter auf den Bronzerang, über 4-mal 400 Meter gewann er mit der Mannschaft Gold.
2020 startete Kerley wegen der COVID-19-Pandemie nur bei einem Wettkampf über 100 Meter, den er in 11,05 s gewann.
Über Instagram gab der US-Amerikaner bekannt, dass er bei den U.S. Olympic Trials nicht über seine, den Erfolgen nach, beste Disziplin, den 400 Metern, an den Start gehen werde, sondern über 100 und 200 Meter. Kerley war zuvor beim Ostrava Golden Spike über 100 Meter das erste Mal unter zehn Sekunden geblieben. Bei den Trials lief Kerley über 100 Meter auf den dritten Platz, über 200 Meter auf den vierten, wobei er auf beiden Distanzen neue persönliche Bestleistungen aufstellte und auf den 200 Metern das erste Mal unter 20 Sekunden blieb. Dennoch konnte sich Kerley nur über die 100 Meter einen Startplatz für die Olympischen Spiele in einer Einzeldisziplin verschaffen. Bei den Spielen gewann Kerley in neuer persönlicher Bestleistung von 9,84 s die Silbermedaille hinter dem Italiener Marcell Jacobs. Nach den Spielen lief Kerley alle weiteren Rennen, die in der Diamond League involviert waren, beim Finale von dieser wurde er über 200 Meter Dritter und über 100 Meter Zweiter. Kerley beendete seine Bahnsaison 2021 mit einem 200-Meter-Rennen in Nairobi, wo er in 19,76 s bei den maximalen bestenlistenfähigen Windbedingungen von +2,0 m/s neue persönliche Bestleistung lief. Mit dieser Zeit ist Kerley zudem der 22-schnellste auf dieser Distanz jemals.
2022 lief Kerley zunächst ein 400-Meter-Rennen in Grenada. Am 16. April gewann er bei den USATF Golden Games über die 200 Meter in 19,80 s. Bei den Weltmeisterschaften in Eugene gewann Kerley die Goldmedaille über 100 Meter.

## Persönliche Bestleistungen
Freiluft:
- 100 Meter: 9,76 s, 24. Juni 2022 in Eugene (Oregon)
- 200 Meter: 19,76 s, 18. September 2021 in Nairobi
- 400 Meter: 43,64 s, 27. Juli 2019 in Des Moines
- 4 × 100 m: 38,10 s, 5. August 2021 in Tokio
- 4 × 400 m: 2:56,69 min, 6. Oktober 2019 in Doha

Halle:
- 200 Meter: 20,58 s, 27. Januar 2017 in Fayetteville
- 400 Meter: 44,85 s, 11. März 2017 in College Station
- 4 × 400 Meter: 3:01,97 min, 4. März 2018 in Birmingham